# Huis 's-Hertogenbosch
Het Huis 's-Hertogenbosch is een woonhuis in de Zeeuwse stad Middelburg. Het pand is in 1665 gebouwd en werd in 1999 verworven door de Vereniging Hendrick de Keyser. De verwerving vond plaats nadat de vereniging een bijdrage ontvangen had uit de nalatenschap van J. Acquoy  (1867–1935) en E. A. A. Nairac (1868–1931), de jongste dochter van Carel August Nairac.  Het pand is sinds 20 mei 1966 ingeschreven in het Monumentenregister.

## Geschiedenis
Om de bouw van de woning mogelijk te maken werden er drie middeleeuwse panden voor gesloopt. Restanten van deze woningen zijn nog wel in de kelders van Huis 's-Hertogenbosch bewaard gebleven. Het pand is ontworpen door Pieter Post en mogelijk, of juist door, Pieter Noorwits. Van beide architecten zijn elementen in het de voorgevel te herkennen: de middenrisaliet is in opbouw tekenend voor Noorwits, maar het geheel heeft overeenkomsten met Paleis Noordeinde, wat dan juist voor Post pleit. Beide architecten waren ten tijde van de bouw actief in de stad, zij waren betrokken bij de bouw van de Oostkerk. In de 20e eeuw huisvestte het pand lange tijd een bank, de Bank Hondius, en diende het tevens tot woning van de bankiersfamilie. In 2018 opende Sjakie’s Chocolademuseum er zijn deuren.

## Exterieur
De voorgevel bestaat uit een middenrisaliet met daarin een deur met aan weerszijden een half venster. Aan weerszijden van de middenrisaliet twee vensters. Alle vensters zijn vijf ruiten hoog. Tussen alle vensters in pilasters, op de begane grond van de Ionische orde en op de verdieping van de Korinthische orde. Boven de voordeur een rond venster met gebeeldhouwde rand eromheen. In het middentravee boven de vensters op de verdieping cartouches waarin onder andere het jaartal 1665. In het fries de naam van het pand. Boven het fries een leeg driehoekig fronton.
Boven op het dak staat een belvedère uit de 17e eeuw.

## Interieur
Van het interieur zijn onderdelen bewaard gebleven, waaronder de hal met zwarte en witte marmeren tegels en de originele kamerdeuren. Afgezien van de hal en enkele individuele onderdelen zijn alle ruimtes in de 18e en 19e eeuw gemoderniseerd. In de zaal bevindt zich een 18e-eeuws plafond met in het middenstuk een allegorie die de handel voorstelt. Om het middenstuk zijn vier schilderingen in Lodewijk XIV-stijl onder latere verflagen teruggevonden.